# VR-Bank Ismaning Hallbergmoos Neufahrn
Die VR-Bank Ismaning Hallbergmoos Neufahrn eG ist eine deutsche Genossenschaftsbank mit Sitz in Ismaning im Landkreis München.

## Geschichte
Am 8. Januar 1899 wurde der „Darlehenskassenvereins Ismaning“  (später Raiffeisenbank Ismaning) gegründet, die 1938 in „Spar- und Darlehenskasse“ umbenannt wurde, 1947 in „Raiffeisenkasse Ismaning eGmbH“ und 1972 in Raiffeisenbank.
1934 folgte die Gründung der „Kreditgenossenschaft Ismaning eGmbH“,  die 1938 in „Volksbank und Volkssparkasse Ismaning und Umgebung eGmbH“ geändert wurde und ab 1943 nur noch „Volksbank Ismaning eGmbH“ genannt wurde.
1965 eröffnete eine erste Zweigstelle in Garching. 1968 feierte man die Eröffnung der neu erbauten Volksbank-Hauptstelle in Ismaning, die heute nur noch eine Zweigstelle ist. 1974 wurde eine weitere Zweigstelle am Bahnhofsplatz in Ismaning eröffnet. 1976 folgte der Neubau eines Raiffeisen-Bankgebäudes an der Bahnhofstraße, das 1989 erweitert wurde und seit 2006 mit einem großen Neubau zusammen die Hauptstelle der Volksbank Raiffeisenbank bildet.
2003 fusionierten Volksbank und Raiffeisenbank zur „Volksbank Raiffeisenbank Ismaning eG“.
Im Oktober 2014 erfolgte die Fusion mit der „Raiffeisenbank Hallbergmoos-Neufahrn eG“ und die Umfirmierung in „VR-Bank Ismaning Hallbergmoos Neufahrn eG“.

## Organisation
Die VR-Bank Ismaning Hallbergmoos Neufahrn eG ist eine eingetragene Genossenschaft, deren Rechtsgrundlagen das Genossenschaftsgesetz und die durch die Vertreterversammlung der Bank erlassene Satzung sind. Die Organe der VR-Bank Ismaning Hallbergmoos Neufahrn sind der Vorstand, der Aufsichtsrat und die Vertreterversammlung. Diese ist das höchste Organ der Bank und besteht aus den von den Mitgliedern gewählten Vertretern.

### Bankcard-Servicenetz
Die VR-Bank Ismaning Hallbergmoos Neufahrn eG ist dem bundesweiten Bankcard-Servicenetz und dem „BankCard KontoInfo“ (der bundesweite Kontoauszugdruck der genossenschaftlichen FinanzGruppe) angeschlossen.

## Geschäftsstellen
Die VR-Bank Ismaning Hallbergmoos Neufahrn eG unterhält sieben Geschäftsstellen in Ismaning, Garching, Hallbergmoos, Neufahrn, Massenhausen,  Unterföhring und Oberföhring sowie fünf SB-Geschäftsstellen.